# Falkenstein (schweizerisches Adelsgeschlecht)

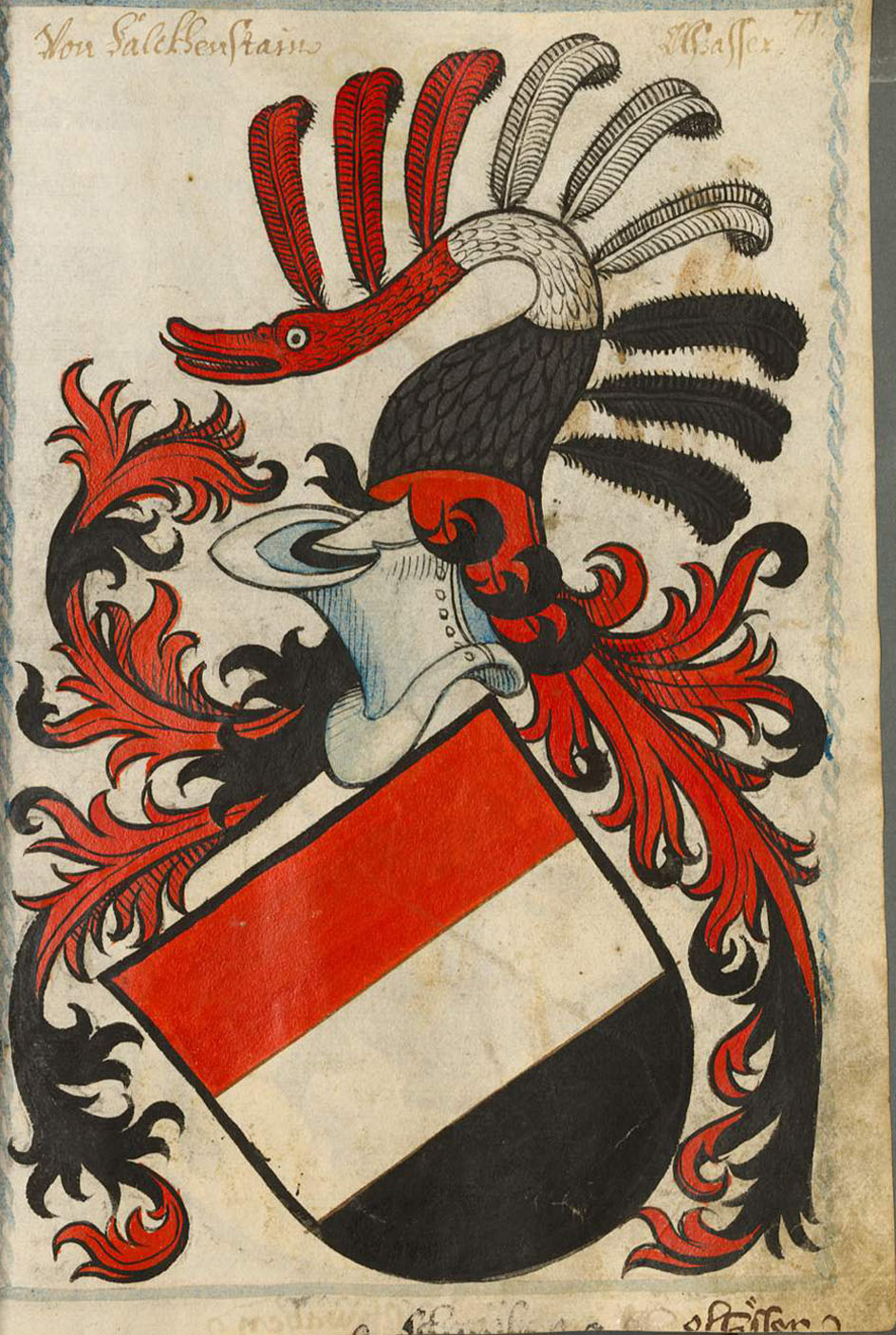
Wappen von Falckhenstain im Scheiblerschen Wappenbuch

Die Grafen von Falkenstein waren ein schweizerisches Adelsgeschlecht in der Gegend südlich des Juraübergangs über den oberen Hauenstein zwischen dem Mittelland und Basel. Die Familie ist über mehrere Generationen gut fassbar. Sie bildeten einen Seitenzweig der Freiherren von Bechburg. Nach der Resignation vom Landgrafenamt im Buchsgau 1318 traten die Vertreter der Familie als Freiherren auf. Als Erben der Grafen von Thierstein-Farnsburg kamen die Freiherren von Falkenstein wiederum zu einem Landgrafenamt, dieses Mal über den Sisgau, ein Lehen des Bischofs von Basel, das sie bis zum Verkauf der Herrschaft Farnsburg 1461 und dem Wegzug in die Gegend des mittleren Schwarzwalds ausübten. Der letzte männliche Vertreter der Familie starb 1568 als kaiserlicher Rat und Landvogt im Elsass.

## Geschichte
Die Adelsfamilie der Falkenstein erscheint erstmals in einer Urkunde aus dem Jahr 1145, deren Echtheit jedoch angezweifelt wird. Darin werden die Brüder Welf und Ulrich von Falkenstein erwähnt.

### Abstammung von den Freiherren von Bechburg

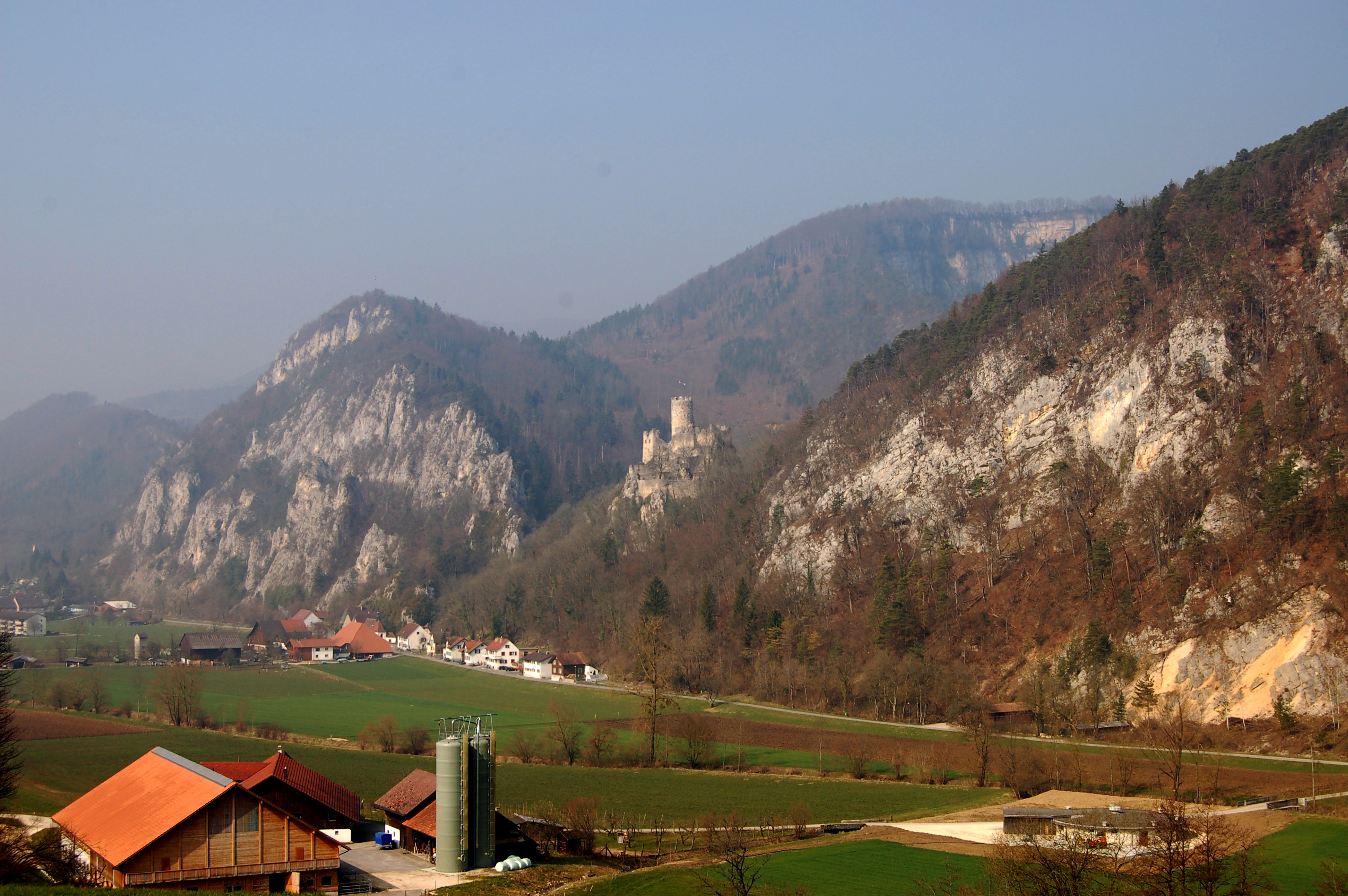
Burg Neu-Falkenstein im Balsthal

Der erste urkundlich fassbare Vertreter der Familie Falkenstein war Rudolf I. von Bechburg. Er vollzog im Jahr 1201 zusammen mit seinem Onkel Ulrich von Bechburg und mit seinem Bruder Conrad einen umfangreichen Gütertausch mit dem Kloster St. Urban. Dabei tauschten sie Eigengüter zu Roggwil, vielleicht ein Dutzend Schupposen und damit wohl etwa das halbe Dorf, gegen 12 Schupposen zu Oberbuchsiten und ein Gut zu Altbüron. Gegenüber Graf Hermann II. von Frohburg verzichteten sie bei dieser Gelegenheit auf das Lehen des «Platzes der Burg Rotenberg» (bei Roggwil), damit dieser die Stelle der offenbar aufgegebene Burg seinerseits dem Kloster St. Urban übertragen konnte. 1205 wurde Rudolf I. als Vogt zu Wynau erwähnt, wo die Falkensteiner fortan bis 1274 das Kirchenpatronat innehatten.
Rudolf I. von Bechburg ist bis 1224 erwähnt, als er erstmals Graf von Falkenstein genannt wurde. Der Grafentitel könnte damit zusammenhängen, dass er von den Grafen von Frohburg als Landgraf im Buchsgau eingesetzt worden war. Der Name Falkenstein bezog sich auf seinen Wohnsitz, die Burg Neu-Falkenstein bei Balsthal, die seit dem frühen 12. Jahrhundert bestanden haben dürfte und um 1200 zusammen mit der gleichnamigen Herrschaft offenbar zu seinem Wohnsitz wurde. Im Übrigen bleibt die Güterteilung zwischen ihm und seinem Bruder Conrad von Bechburg (erwähnt von 1201 bis 1224), dem die Burg Alt-Bechburg bei Holderbank SO verblieb, undurchsichtig.

### Standeserhebung zu Grafen von Falkenstein

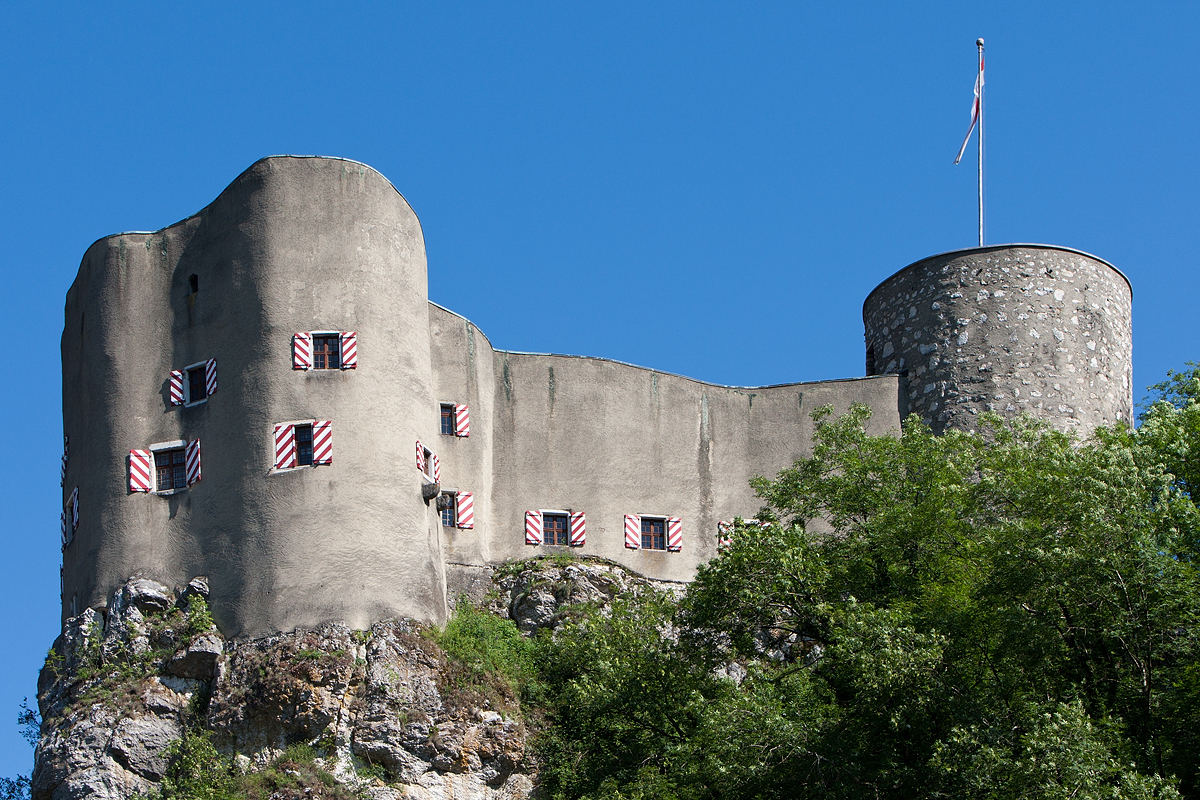
Burg Alt-Falkenstein

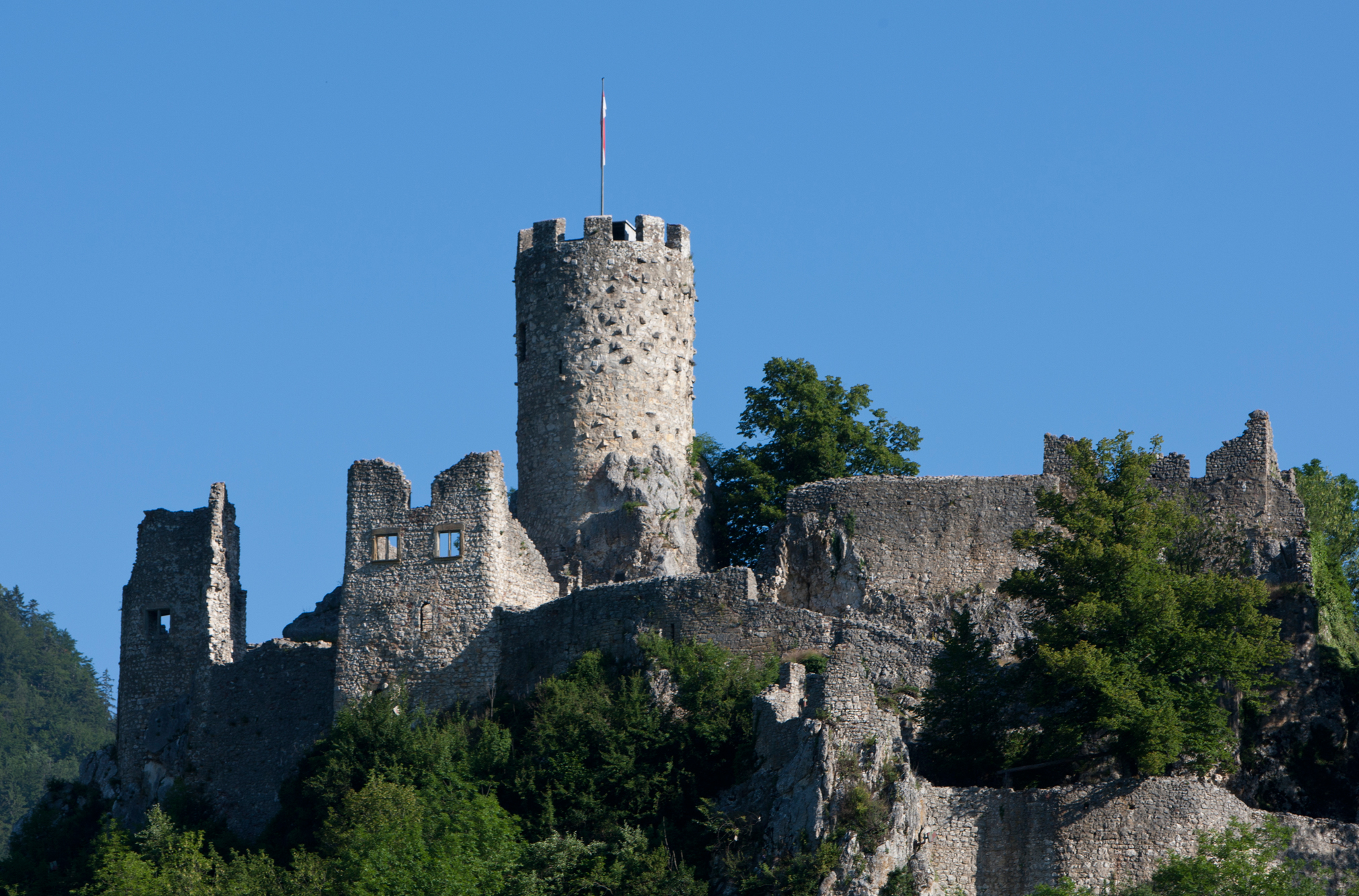
Burg Neu-Falkenstein

Die Nachkommen von Rudolf I. von Bechburg übernahmen den neuen Namen und den Grafentitel. Die mutmassliche Tochter Heilwig de Falkenstein (erwähnt von 1212 bis 1226) war mit Ulrich von Thorberg verheiratet. Sein gleichnamiger Sohn Rudolf I. von Falkenstein, 1227 als Ritter erwähnt, war der erste urkundlich nachgewiesene Besitzer der Burg Neu-Falkenstein. Um 1250 errichtete er in der Klus bei Balsthal die Burg Alt-Falkenstein und die befestigte Vorburg am Fuss des Burgfelsens. (Alt-Falkenstein ist somit jünger als die Stammburg Neu-Falkenstein!) Er war verheiratet mit einer Tochter des Grafen von Neuenburg, Ulrich III. von Neuenburg-Nidau († 1225) und der Jolante aus dem Haus der Grafen von Urach.
Aus der Ehe mit der Grafentochter, die offenbar als standesgemäss erschien, gingen vier Söhne hervor. Die ersten drei traten alle als Grafen von Falkenstein auf, während der vierte, Berchtold, eine geistliche Karriere einschlug und 1282 Dekan, 1286 Fürstabt der elsässischen Fürstabtei Murbach war. Er starb 1298.
Seine drei Brüder, die Grafen Ulrich I., Otto und Heinrich von Falkenstein, tauschten 1274, hier erstmals genannt, gemeinsam und im Einverständnis mit ihren Vettern von Bechburg ihre Rechte über die Kirche Wynau, Kirchensatz, Vogtei und Zehnten mit dem Kloster St. Urban gegen das Dörflein Waldkirch bei Niederbipp. Sie erhielten dafür vom Kloster ein Aufgeld von 134 Mark Silber. Wiederum alle drei gemeinsam schenkten sie 1312 den Kirchensatz des Dörfleins Waldkirch dem Kloster Schönthal. Während Heinrich und Ulrich I. anscheinend unverheiratet blieben, war Otto († vor 1315) mit Elisabeth von Wädenswil verheiratet. Sie war eine Tochter des Freiherrn Arnold II. von Wädenswil. Ulrich I. könnte Propst von Solothurn und von Moutier-Grandval gewesen sein.

### Resignation vom Landgrafenamt im Buchsgau
Inwieweit das Amt eines Landgrafen im Buchsgau als Afterlehen von den Frohburgern weiterhin von den drei Söhnen Rudolfs I. von Falkenstein ausgeübt worden war, ist unklar. Ottos Sohn Rudolf II. (erwähnt von 1294 bis 1332) wurde 1311 jedoch wieder explizit als Landgraf im Buchsgau genannt. Bereits sieben Jahre später, 1318, gab er das Landgrafenamt ab – warum ist nicht bekannt, vermutet wird als Grund seine unstandesgemässe Heirat mit Anna von Ifenthal aus einer Ministerialenfamilie der Grafen von Frohburg. Rudolf II. erhielt 1327 vom Grafen Rudolf III. von Neuenburg-Nidau, seinem Vetter 2. Grades, zehn Schupposen zu Oberbipp. Er starb nach 1332.
Aus Rudolfs Ehe mit Anna von Ifenthal sind fünf Söhne bekannt, von denen drei kaum Spuren hinterlassen haben: Rudolf III. und Ulrich III. wurden 1318 genannt, letzterer nochmals 1336, während Ritter Hug von Falkenstein (erwähnt ab 1357) seiner Frau Anna aus dem Solothurner Schultheissengeschlecht der von Dürrach 1395 die Alte Mühle in Egerkingen vermachte. Vermutlich der Jüngste der fünf Söhne, Johann I. von Falkenstein, (erwähnt ab 1372) war Rektor in Cappel (Kestenholz) und starb 1380 als Chorherr in Basel. Wernher von Falkenstein, erwähnt ab 1318, wurde 1352 als Ritter erwähnt und nannte sich 1372 Freiherr. Als solcher heiratete er standesgemäss Amalia von Gösgen. Er starb 1382 und hinterliess zwei Söhne, Rudolf IV. († vor 1399), über den fast nichts bekannt ist, und Hans II. Zu Wernhers Hinterlassenschaft kam das Erbe der Freiherren von Gösgen, die ein Jahr später, 1383, im männlichen Stamm ausstarben.

### Freiherren von Falkenstein und Landgrafen im Sisgau
Wie sein Vater schlug Hans II. die Laufbahn eines Ritters ein (als solcher erwähnt 1399) und behauptete den Stand eines Freiherrn (als baro. 1416 erwähnt). Verheiratet mit Susanna von Eptingen, hatte er einen Sohn Hans Friedrich und zwei Töchter. Gred Agatha gab er Konrad von Eptingen zur Frau, nach dessen Tod 1427 heiratete sie Konrad von Mörsberg (von der Burg Morimont beim elsässischen Oberlarg). Sie starb 1450. Ihre Schwester Amalia wurde 1427 als Nonne in Königsfelden erwähnt und lebte noch 1463. Für seinen Sohn Hans Friedrich fand er in Claranna eine Ehefrau, die wiederum einen sozialen Aufstieg bedeutete: sie war die Tochter von Otto III., dem letzten Grafen von Thierstein-Farnsburg und Landgraf im Sisgau. Als dieser 1418 starb, übertrug der Basler Bischof das Landgrafenamt des Verstorbenen an Hans II. von Falkenstein – sicher auch dank der Heiratsverbindung seines Sohnes, der dadurch Erbe der Herrschaft Farnsburg wurde. Schon im Jahr darauf, 1419, übertrug der Bischof dem Sohn Hans Friedrich, bei dieser Gelegenheit Freiherr von Falkenstein genannt, die benachbarte Landgrafschaft Buchsgau als Lehen.
Offenbar wurde Freiherr Hans Friedrich 1426 vom Bischof von Basel auch im Sisgau als Nachfolger seines Vaters Hans II. als Landgraf eingesetzt, obwohl dieser noch bis 1429 lebte. 1426 verkauften die Falkensteiner die Landgrafschaft Buchsgau an Bern und Solothurn. Hans Friedrich starb jedoch 1426 überraschend jung. Er hinterliess zwei Söhne, Thomas und Hans von Falkenstein, die beide zum damaligen Zeitpunkt noch minderjährig waren und unter der Vormundschaft der Städte Bern und Solothurn vornehmlich in Bern aufwuchsen. Erst mit dem Erreichen der Volljährigkeit der beiden Falkensteiner 1428 wurde ihnen das Amt des Landgrafen im Sisgau wiederum übertragen.

### Niedergösgen

Schloss Falkenstein in Niedergösgen, kolorierter Kupferstich, zwischen 1754 und 1773

Als die Freiherren von Gösgen ausstarben, gingen Burg und Dorf Niedergösgen 1383 an die Falkensteiner über, die 1399 auch die restlichen Teile der Herrschaft erwarben. Bei den Kämpfen der Eidgenossen gegen die Habsburger und bei der Eroberung des Aargaus (1415) wurde Niedergösgen in Mitleidenschaft gezogen.
Da Thomas von Falkenstein, der letzte Herr von Gösgen, im Alten Zürichkrieg gegen Solothurn und Bern agierte, zerstörten diese Orte im Jahr 1444 die Burg Niedergösgen. In arge Finanzschwierigkeiten geraten, musste er 1458 die gesamte Herrschaft an Solothurn verkaufen.

### Die Freiherren von Falkenstein auf der Farnsburg

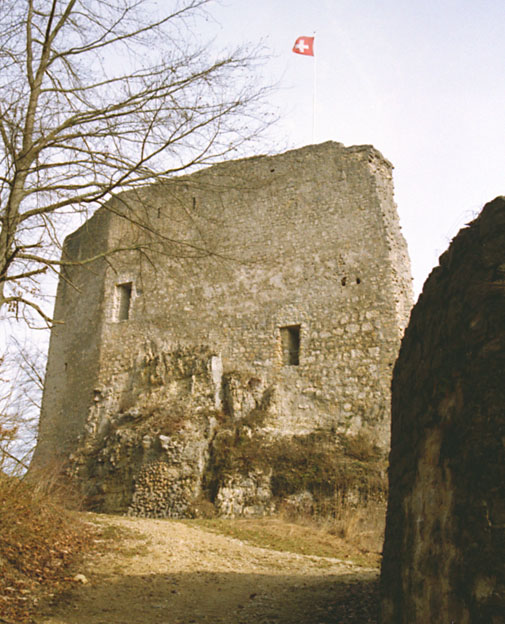
Ruine Farnsburg

Thomas, der seit 1414 in den Quellen vorkommt, und Hans von Falkenstein, erwähnt ab 1418, wendeten sich nach dem Ende der Berner und Solothurner Vormundschaft um 1440 dem Hause Habsburg zu und beteiligten sich aktiv auf deren Seite am Alten Zürichkrieg. Im Jahr 1443 teilten sie ihren Besitz: Thomas übernahm die Herrschaft Gösgen, Hans die Herrschaft Farnsburg. Am 24. Juni 1444 überfiel Thomas von Falkenstein zusammen mit Hans von Rechberg das Bernische Städtchen Brugg. Anschliessend zogen sie sich auf die Farnsburg zurück, wo sie von einem eidgenössischen Heer von knapp 1500 Mann mit Basler Artillerie belagert wurden. Als die Belagerer Nachricht vom Anrücken der Armagnaken erhielten, zogen sie überhastet in Richtung Basel ab – ihrer Vernichtung in der Schlacht bei St. Jakob an der Birs entgegen. Die Besatzung der Farnsburg bemächtigte sich des verlassenen Belagerungsgeschützes.
Sein Bruder Hans befand sich 1445 zusammen mit Thüring II. von Hallwyl unter der österreichischen Besatzung von rund 70 Mann in der Burg Stein auf der Rheininsel bei Rheinfelden, die der Besitzer der Burg, Wilhelm von Grünenberg, dort zur Verteidigung gegen die Bürgerschaft von Rheinfelden hinein legte. Am 17. August 1445 begann die eigentliche Belagerung des Stein durch 3000 Basler, Berner und Solothurner. Vergeblich versuchte Herzog Albrecht VI. von Habsburg, von der rechten Rheinseite aus Verstärkung zu bringen. Am 14. September 1445 ergab sich die Besatzung, die Burg wurde sofort besetzt und geplündert.
Der „Grosse Adelskrieg“, nach der Schlacht von St. Jakob von der Stadt Basel gegen den österreichisch gesinnten Adel ausgetragen, brachte den beiden Freiherren von Falkenstein den wirtschaftlichen und politischen Zusammenbruch. Sie mussten ihre Farnsburg den Herzögen von Österreich verpfänden. Schliesslich erwarb 1461 die Stadt Basel, die finanzielle Schwäche des Bischofs als Lehnsherr über den Sisgau ausnutzend, Burg und Herrschaft Farnsburg und damit die Landgrafschaft Sisgau für 10.000 Gulden. Erster städtischer Vogt auf der Farnsburg wurde Junker Petermann Offenburg.
Die Herrschaft Gösgen von seiner Urgrossmutter musste Thomas von Falkenstein 1458 an Solothurn veräussern, ebenfalls die Kastvogtei über das Kloster Werd (Schönenwerd). Die beiden Brüder Hans und Thomas von Falkenstein erwarben vor ihrem Wegzug aus dem Jura 1461 die Herrschaft Heidburg zwischen Kinzigtal und Elztal. Bald nach 1479 war Thomas gestorben. Zwei seiner Töchter aus seiner Ehe mit Ursula von Ramstein waren Nonnen im Damenstift Säckingen. Elisabeth († 1508) amtete ab 1484 als Fürstäbtissin. Nach ihrem Tod übernahm ihre Schwester Anna dieses Amt, das sie bis zu ihrem Tode am 24. April 1534 innehatte.

### Die Falkensteiner im Breisgau und im Elsass

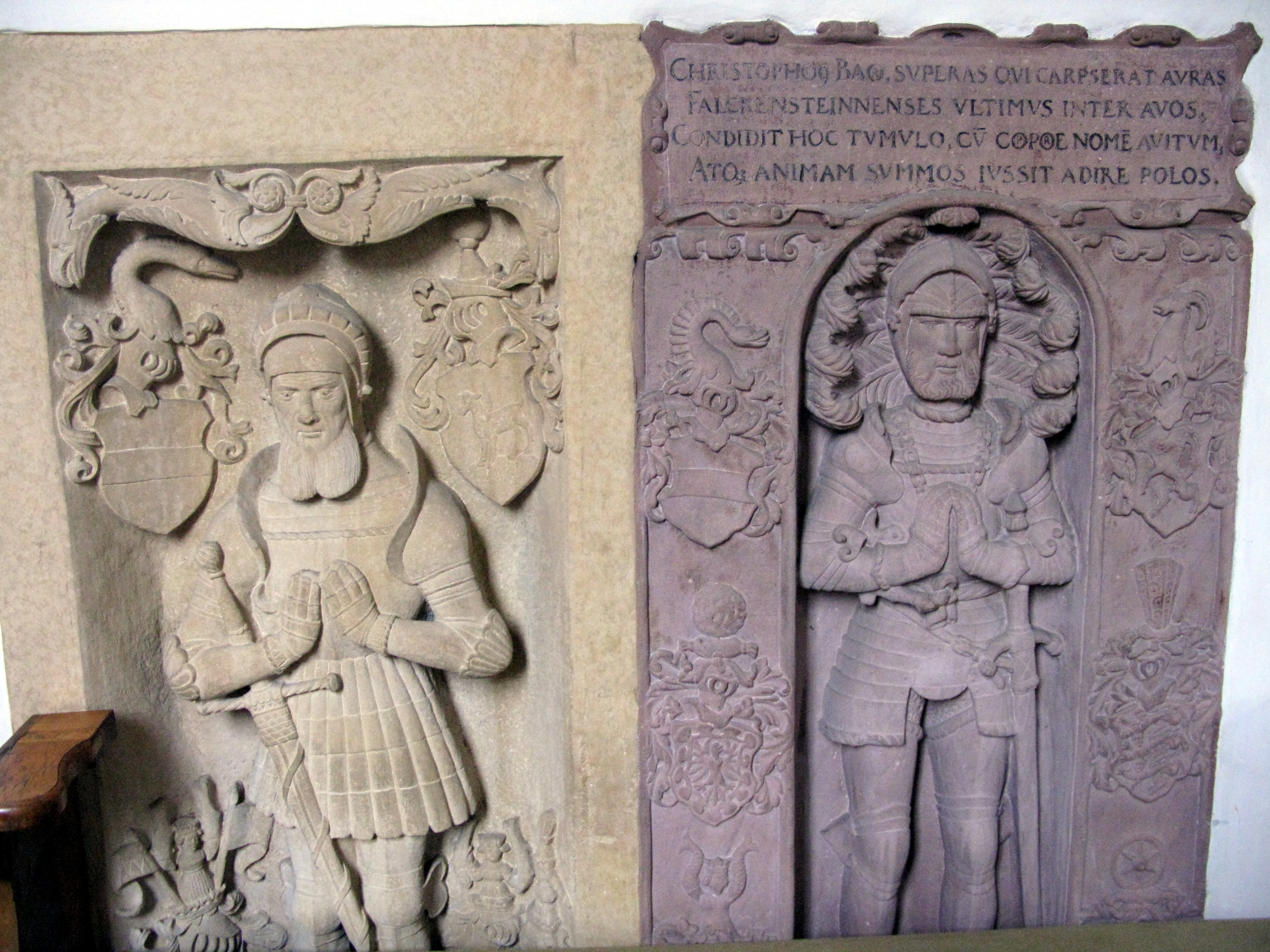
Grabmale in der Ebringer Pfarrkirche

Sigmund von Falkenstein, ein Sohn aus der zweiten Ehe von Thomas von Falkenstein mit Amelia von Weinsberg, wird 1521 als schwäbischer Kreisstand erwähnt. Er besass von 1499 bis 1506 die Herrschaft Schneeburg bei Ebringen im heutigen Landkreis Breisgau-Hochschwarzwald. 1506 heiratete er die Witwe Helena, Tochter des Hans von Hohenems aus dem Vorarlberg und Erbin von Ebringen. Bis 1519 gehörte Sigmund auch die Heidburg, die seine Vorfahren vor 1461 erworben hatten.
Der letzte männliche Vertreter des Geschlechts, Johann Christoph von Falkenstein, wurde 1523 erstmals erwähnt. Er war kaiserlicher Rat, Präsident der vorderösterreichischen Regierung in Ensisheim und oberster Landvogt im Sundgau und Breisgau. Christoph verstarb 1559. An ihn erinnert, ebenso wie an seinen 1533 verstorbenen Vater, ein Grabdenkmal in der Ebringer Pfarrkirche.

## Wappen
Blasonierung: Geteilt von Rot, Silber und Schwarz. Oberwappen: Aus dem Stechhelm wachsender Schwanenhals mit neun einzelnen Kammfedern, gefärbt in der gleichen Teilung wie der Schild (3:3:3). Helmdecken aussen schwarz, innen rot.
Das Wappen ist nachgewiesen im Scheiblerschen Wappenbuch, Seite 71. Es ist im Schild gleich wie dasjenige der stammesverwandten Freiherren von Bechburg, das in der Zürcher Wappenrolle um 1335/1345 nachgewiesen ist.